# Dimorphanthera amblyornidis
Dimorphanthera amblyornidis là một loài thực vật có hoa trong họ Thạch nam. Loài này được (Becc.) F.Muell. mô tả khoa học đầu tiên năm 1886.